# Min tjej
Min tjej (originaltitel: My Girl) är en amerikansk dramafilm från 1991 regisserad av Howard Zieff. I filmen spelar bland annat Dan Aykroyd, Jamie Lee Curtis, Macaulay Culkin och Anna Chlumsky. En bok baserad på filmen skrevs av Patricia Hermes, 1991. En uppföljare, Min tjej 2, kom 1994.

## Handling
11-åriga Vada (Chlumsky) bor med sin ensamstående pappa (Aykroyd) som driver en begravningsbyrå. Vadas mamma dog i barnsäng och Vada lägger skulden på sig själv för att detta inträffade. Pappa och dotter har en dålig relation och Vada känner sig ständigt ignorerad.
En dag anställer Vadas pappa en ny make up-artist, Shelly (Curtis), som Vada genast knyter band med.

## Rollista
| Dan Aykroyd      | – Harry Sultenfuss  |
| Jamie Lee Curtis | – Shelly DeVoto     |
| Macaulay Culkin  | – Thomas J. Sennett |
| Anna Chlumsky    | – Vada Sultenfuss   |
| Richard Masur    | – Phil Sultenfuss   |
| Griffin Dunne    | – Mr. Bixler        |
| Ann Nelson       | – Gramoo Sultenfuss |

## Om filmen
Culkin och Chlumsky fick huvudrollerna som Thomas J. respektive Vada, i januari 1991. Filmandet började i februari 1991 i Bartow och Orlando i delstaten Florida.
Anna Chlumsky gjorde sin första framträdande roll i Min tjej och blev belönad med en Young Artist Award i kategorin Most Promising Young Newcomer. Chlumsky och Culkin blev dessutom tilldelade en MTV Movie Awards för bästa kyss, det var första gången som det priset delades ut.